# Michio Kaku

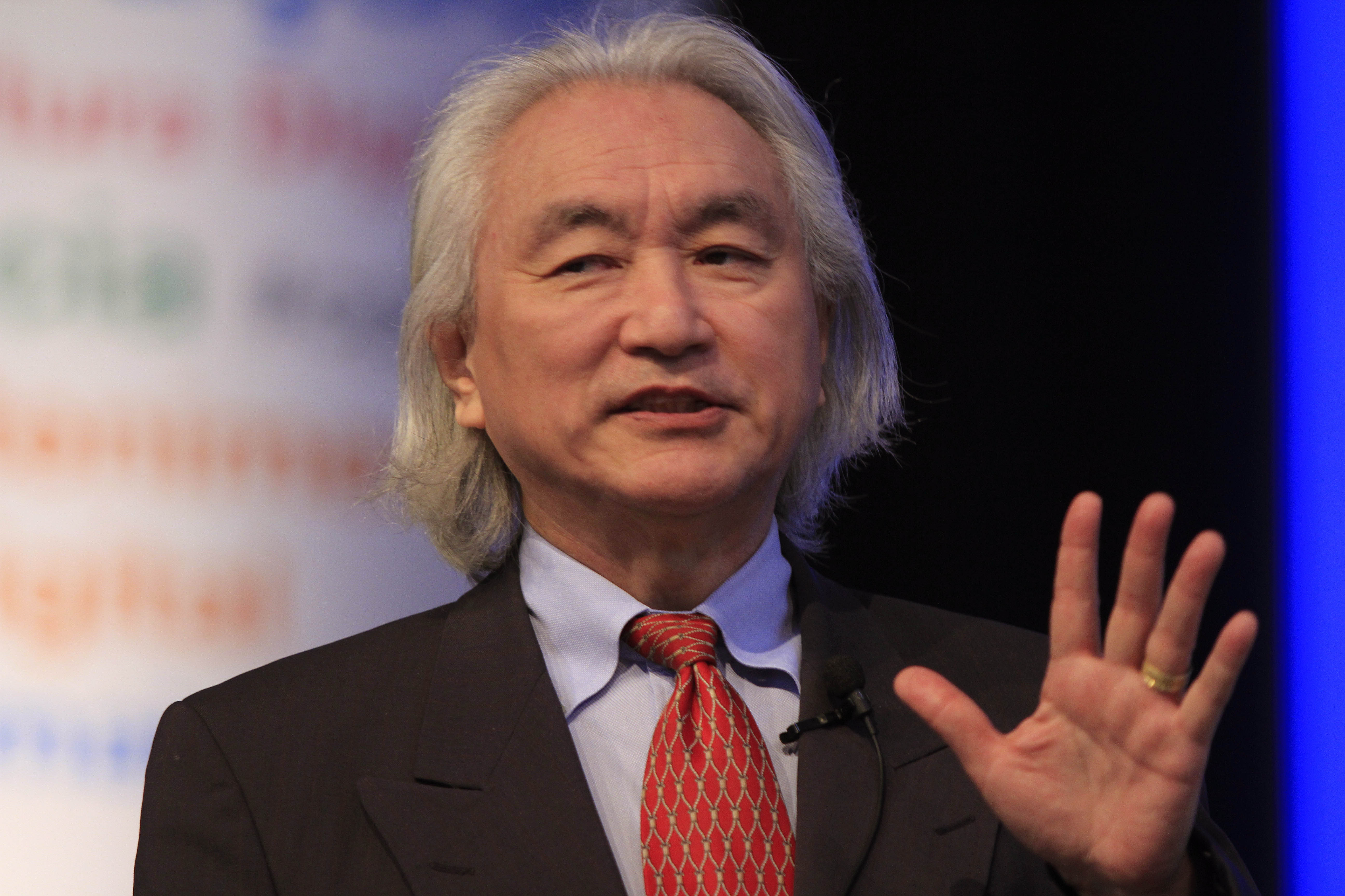
Michio Kaku, 2012

Michio Kaku (jap. 加來 道雄, Kaku Michio; * 24. Januar 1947 in San José, Kalifornien) ist in der breiten Öffentlichkeit einer der bekanntesten Physiker in den Vereinigten Staaten. Sein Forschungsgebiet ist die theoretische Physik, genauer die Stringtheorie. Hauptsächlich bekannt ist er durch seine populärwissenschaftlichen Beiträge zu theoretisch-physikalischen Themen.

## Leben
Kaku wuchs als Sohn japanischer Einwanderer der 2. Generation in Palo Alto auf. Seine Eltern befanden sich während des Zweiten Weltkrieges in amerikanischen Konzentrationslagern. Seine Leidenschaft für die Naturwissenschaft entstand, als er in seiner High-School-Zeit in der Garage seiner Eltern einen Teilchenbeschleuniger für ein Wissenschaftsprojekt baute. Er studierte Physik an der Harvard University (mit einem Stipendium, das ihm Edward Teller verschaffte, der ihn auf einer Wissenschaftsveranstaltung für Schüler traf). 1968 machte er dort seinen Bachelor-Abschluss summa cum laude. Danach ging er an das Lawrence Berkeley National Laboratory der University of California, Berkeley, wo er 1972 promoviert wurde. 1973 war er Lecturer an der Princeton University, musste dann aber seinen Wehrdienst leisten (er kam aber nicht mehr in Vietnam zum Einsatz). Danach war er am City College of New York, wo er heute Professor ist (Henry Semat Professor). Gleichzeitig ist er Professor am Graduate Center der City University of New York. Er war Gastwissenschaftler am Institute for Advanced Study und an der New York University.
Kaku arbeitet schon seit den 1970er Jahren an der Stringtheorie, wo er unter anderem eine Quantenfeldtheorie der Strings entwickelte (Stringfeldtheorie); bis heute hat sich auf diesem Gebiet aber noch keine Theorie durchgesetzt.
Er hat zahlreiche populärwissenschaftliche Bücher veröffentlicht, von denen einige auch in deutscher Sprache erschienen sind.
Trotz seiner Verbindung zu Edward Teller ist er seit seiner Studentenzeit in Berkeley Kernwaffen gegenüber kritisch eingestellt und war in den 1980er Jahren Teil einer Anti-Atomwaffen- und Friedensbewegung mit anderen Aktivisten wie Jonathan Schell. Das verfolgte er auch in seiner populären Wissenschafts-Radiosendung Explorations bei WBAI-FM in New York.
Seit 1980 ist er Fellow der American Physical Society.

## Trivia
Michio Kaku ist auch für seine pointierten  Aussagen bekannt. So schreibt er in seinem 2023 erschienenem Buch Wettlauf um die Zukunft im Kapitel Standardmodell der Teilchen : „Es ist eine Theorie, die nur eine Mutter lieben kann. Das ist so, als würde man ein Erdferkel, ein Schnabeltier und einen Wal mit Tesafilm zusammenkleben und es als die beste Schöpfung der Natur bezeichnen, das Endprodukt von Millionen Jahren Evolution. Schlimmer noch: Die Theorie erwähnt weder die Schwerkraft, noch kann sie die dunkle Materie und dunkle Energie erklären, die den größten Teil des bekannten Universums ausmachen.“

## Video- und Filmografie
Michio Kaku ist in einer Vielzahl von Dokumentarfilmen aufgetreten. Diese sind in der folgenden Liste aufgelistet.
| - We Are the Guinea Pigs (1980) - Borders (1989) - Synthetic Pleasures (1995) - Einstein Revealed (1996) - Future Fantastic (1996) - Stephen Hawking’s Universe (1997) - Bioperfection: Building a New Human Race (1998) - Exodus Earth (1999) - Me & Isaac Newton (1999) - Space: The Final Junkyard (1999) - Big Questions (2001) - Parallel Universes (2001) - Horizon: Time travel (2003) - Robo sapiens (2003) - Brilliant Minds: Secret Of The Cosmos (2003) - Nova: The Elegant Universe (2003) - Hawking (2004) - The Screen Savers (2004) - Unscrewed with Martin Sargent (2004) - Alien Planet (2005) | - ABC News: UFOs: Seeing Is Believing (2005) - HARDtalk Extra (2005) - Last Days on Earth (2005) - Obsessed & Scientific (2005) - Horizon: Einstein’s Unfinished Symphony (2005) - Prophets of Science Fiction (2006) - Time (2006) - 2057 (2007) - The Universe (2007) - Futurecar (2007) - Attack of the Show! (2007) - Visions of the Future (2008) - Horizon: The President’s Guide to Science (2008) - Stephen Hawking: Master of the Universe (2008) - Horizon: Who’s Afraid of a Big Black Hole (2009–2010) - Sci Fi Science: Physics of the Impossible (2009–2010) - Horizon: What Happened Before the Big Bang? (2010) - GameTrailers TV With Geoff Keighley: The Science of Games (2010) - How the Universe Works (2010) - Morgan Freeman: Mysterien des Weltalls (2010, 2 Episoden) |

## Werke
- mit Jennifer Trainer: Nuclear Power: Both Sides – The Best Arguments for and Against the Most Controversial Technology. W. W. Norton, 1982, ISBN 0-393-01631-5
- mit Daniel Axelrod: To Win a Nuclear War: The Pentagon's Secret War Plans. South End Press, 1987, ISBN 0-89608-321-7
- Introduction to superstrings and M-theory. 2. Aufl.,  Springer, Berlin 1988, ISBN 3-540-98589-1
- Quantum Field Theory: A Modern Introduction. 2. Aufl., Oxford University Press, New York 1993, ISBN 0-19-507652-4
- mit Jennifer Trainer: Jenseits von Einstein: die Suche nach der Theorie des Universums (Beyond Einstein). Insel, Frankfurt am Main, 1996, ISBN 3-458-33491-2
- Im Hyperraum: eine Reise durch Zeittunnel und Paralleluniversen. (Hyperspace, 1994), Rowohlt Tb., Reinbek 1998, ISBN 3-499-60360-8
- Die Physik der unsichtbaren Dimensionen (Eine Reise durch Zeittunnel und Paralleluniversen). 1998: rororo-Verlag, ISBN 978-3-499-61509-2
- Zukunftsvisionen: wie Wissenschaft und Technik des 21. Jahrhunderts unser Leben revolutionieren. (Visions, 1999), Droemer Knaur, München 2000, ISBN 3-426-77468-2
- Strings, conformal fields, and M-theory: an introduction. 2. Aufl., Springer, New York 2000, ISBN 0-387-98892-0
- Im Paralleluniversum. Rowohlt Tb., Reinbek 2005, ISBN 3-499-61948-2 (Originaltitel: Parallel worlds (2004).).
- Die Physik des Unmöglichen (Physics of the Impossible, 2008). Rowohlt Tb., Reinbek 2008, ISBN 978-3-498-03540-2
- Einsteins Würfel oder die Revolution von Raum und Zeit. Piper, München 2010, ISBN 978-3-492-04824-8 (Originaltitel: Einstein’s Cosmos: How Albert Einstein’s Vision Transformed Our Understanding of Space and Time - Orion, 2004. ISBN 0-297-84755-4 -. Übersetzt von Inge Leipold).
- Physics of the Future. How Science Will Shape Human Destiny and our Daily Lives. Penguin, London 2011, ISBN 978-0-141-93139-5.
  - deutsch von Monika Niehaus: Die Physik der Zukunft. Unser Leben in 100 Jahren. Rowohlt Verlag, Reinbek bei Hamburg 2012, ISBN 978-3-498-03559-4.[5]
- The Future of the Mind. The Scientific Quest to Understand, Enhance, and Empower the Mind. New York: Doubleday. 2014, ISBN 978-0-385-53082-8.
  - Die Physik des Bewusstseins: Über die Zukunft des Geistes (The Future of the Mind, 2014). ISBN 978-3-498-03569-3
- The Future of Humanity: Terraforming Mars, Interstellar Travel, Immortality, and Our Destiny Beyond. Allen Lane, London 2018, ISBN 978-0-241-30484-6.
  - deutsch von Monika Niehaus und Bernd Schuh: Abschied von der Erde: Die Zukunft der Menschheit. Rowohlt Verlag, Reinbek bei Hamburg 2019, ISBN 978-3-498-03578-5.
- The God Equation. The Quest for a Theory of Everything. New York: Doubleday. 2021, ISBN 978-0-385-54274-6.
  - deutsch von Monika Niehaus und Bernd Schuh: Die Gottes-Formel: Die Suche nach der Theorie von Allem. Rowohlt Verlag, Hamburg 2021, ISBN 978-3-498-00233-6.
- Quantum Supremacy. How the Quantum Computer Revolution Will Change Everything. New York: Doubleday. 2023, ISBN 978-0-385-54836-6.
  - deutsch von Monika Niehaus und Bernd Schuh: Wettlauf um die Zukunft. Wie der Quantencomputer die Probleme der Menschheit lösen wird. Rowohlt Verlag, Hamburg 2023, ISBN 978-3-498-00309-8.
- Die Gottes-Formel: Die Suche nach der Theorie von Allem. Rowohlt Taschenbuch, Hamburg, 2023, ISBN 978-3-499-00575-6.